# Ə̃̀
Cette page contient des caractères spéciaux ou non latins. S’ils s’affichent mal (▯, ?, etc.), consultez la page d’aide Unicode.
Ə̃̀ (minuscule : ə̃̀), appelé schwa tilde accent grave, ou Ǝ̃̀ (minuscule : ǝ̃̀), appelé e culbuté accent grave, est un graphème utilisé avec la majuscule ‹ Ǝ̃̀ › dans l’écriture du gio, du lyélé ou du tchourama.
Il s’agit de la lettre schwa ou E culbuté diacritée d’un tilde.

## Utilisation
En tchourama, ‹ ə̃̀ › est utilisé pour noter une voyelle centrale ə nasalisée avec un ton bas, le tilde indiquant la nasalisation et l’accent grave indiquant le ton bas, suivant les recommendations de l’Alphabet national burkinabè de la Commission nationale des langues burkinabè. Il est par exemple utilisé dans le pronom personnel mə̃̀, « je ».

## Représentations informatiques
Le schwa tilde accent grave et le e culbuté tilde accent grave peuvent être représentés avec les caractères Unicode suivants :
- décomposé (latin étendu B, Alphabet phonétique international, diacritiques) :

| formes    | représentations | chaînes de caractères | points de code | descriptions                                                                  |
| --------- | --------------- | --------------------- | -------------- | ----------------------------------------------------------------------------- |
| capitale  | Ə̃̀               | Ə◌̃◌̀                   | U+018F U+0303  | lettre majuscule latine schwa diacritique tilde diacritique accent grave      |
| minuscule | ə̃̀               | ə◌̃◌̀                   | U+0259 U+0303  | lettre minuscule latine schwa diacritique tilde diacritique accent grave      |
| capitale  | Ǝ̃̀               | Ǝ◌̃◌̀                   | U+018E U+0303  | lettre majuscule latine e réfléchi diacritique tilde diacritique accent grave |
| minuscule | ǝ̃̀               | ǝ◌̃◌̀                   | U+01DD U+0303  | lettre minuscule latine e culbuté diacritique tilde diacritique accent grave  |